# ATP Mumbai Open 2007 - Qualificazioni singolare
Le qualificazioni del singolare dell'ATP Mumbai Open 2007 sono state un torneo di tennis preliminare per accedere alla fase finale della manifestazione. I vincitori dell'ultimo turno sono entrati di diritto nel tabellone principale. In caso di ritiro di uno o più giocatori aventi diritto a questi sono subentrati i lucky loser, ossia i giocatori che hanno perso nell'ultimo turno ma che avevano una classifica più alta rispetto agli altri partecipanti che avevano comunque perso nel turno finale.
Le qualificazioni del torneo ATP Mumbai Open 2007 prevedevano 32 partecipanti di cui 4 sono entrati nel tabellone principale.

## Teste di serie
1. Davide Sanguinetti (Qualificato)
2. Lars Burgsmüller (secondo turno)
3. Ti Chen (Qualificato)
4. Karan Rastogi (secondo turno)

1. František Čermák (secondo turno)
2. Toshihide Matsui (Qualificato)
3. Vijay Kannan (secondo turno)
4. Vivek Shokeen (secondo turno)

## Qualificati
1. Davide Sanguinetti
2. Navdeep Singh

1. Ti Chen
2. Toshihide Matsui

## Tabellone

### Legenda
| - Q = Qualificato - WC = Wild card - LL = Lucky loser | - ALT = Alternate - SE = Special Exempt - PR = Protected Ranking | - w/o = Walkover - r = Ritirato - d = Squalificato |

### Sezione 1
|  | Primo turno   | Primo turno   | Primo turno   | Primo turno | Primo turno |  |  | Secondo turno | Secondo turno      | Secondo turno | Secondo turno | Secondo turno |   |   | Ultimo turno | Ultimo turno       | Ultimo turno       | Ultimo turno | Ultimo turno |  |
|  |               |               |               |             |             |  |  |               |                    |               |               |               |   |   |              |                    |                    |              |              |  |
|  |               |               |               |             |             |  |  |               |                    |               |               |               |   |   |              |                    |                    |              |              |  |
|  |               |               |               |             |             |  |  | 1             | Davide Sanguinetti | 4             | 6             | 6             |   |   |              |                    |                    |              |              |  |
|  | Akash Wagh    | Akash Wagh    | 5             | 6           | 6           |  |  |               | Akash Wagh         | 6             | 4             | 2             |   |   |              |                    |                    |              |              |  |
|  | Vinod Sridhar | Vinod Sridhar | 7             | 2           | 4           |  |  |               |                    |               |               |               |   |   | 1            | Davide Sanguinetti | Davide Sanguinetti | 6            | 6            |  |
|  | Rohan Gajjar  | Rohan Gajjar  | Rohan Gajjar  | 6           | 6           |  |  |               |                    |               | Rohan Gajjar  | Rohan Gajjar  | 0 | 0 |              |                    |                    |              |              |  |
|  | Neishit Vakil | Neishit Vakil | Neishit Vakil | 0           | 0           |  |  |               | Rohan Gajjar       | Rohan Gajjar  | 6             | 6             |   |   |              |                    |                    |              |              |  |
|  |               |               |               |             |             |  |  | 7             | Vijay Kannan       | Vijay Kannan  | 1             | 1             |   |   |              |                    |                    |              |              |  |
|  |               |               |               |             |             |  |  |               |                    |               |               |               |   |   |              |                    |                    |              |              |  |

### Sezione 2
|  | Primo turno         | Primo turno         | Primo turno         | Primo turno | Primo turno |  |  | Secondo turno | Secondo turno    | Secondo turno    | Secondo turno | Secondo turno |   |    | Ultimo turno  | Ultimo turno  | Ultimo turno | Ultimo turno | Ultimo turno |  |
|  |                     |                     |                     |             |             |  |  |               |                  |                  |               |               |   |    |               |               |              |              |              |  |
|  |                     |                     |                     |             |             |  |  |               |                  |                  |               |               |   |    |               |               |              |              |              |  |
|  |                     |                     |                     |             |             |  |  | 2             | Lars Burgsmüller | Lars Burgsmüller | 4             | 4             |   |    |               |               |              |              |              |  |
|  | Navdeep Singh       | Navdeep Singh       | Navdeep Singh       | 7           | 6           |  |  |               | Navdeep Singh    | Navdeep Singh    | 6             | 6             |   |    |               |               |              |              |              |  |
|  | Christopher Marquis | Christopher Marquis | Christopher Marquis | 5           | 4           |  |  |               |                  |                  |               |               |   |    | Navdeep Singh | Navdeep Singh | 6            | 1            | 7            |  |
|  | Yuki Bhambri        | Yuki Bhambri        | 6                   | 3           | 6           |  |  |               |                  | Yuki Bhambri     | Yuki Bhambri  | 3             | 6 | 64 |               |               |              |              |              |  |
|  | Stephen Amritraj    | Stephen Amritraj    | 4                   | 6           | 1           |  |  |               | Yuki Bhambri     | 2                | 6             | 7             |   |    |               |               |              |              |              |  |
|  |                     |                     |                     |             |             |  |  | 5             | František Čermák | 6                | 3             | 5             |   |    |               |               |              |              |              |  |
|  |                     |                     |                     |             |             |  |  |               |                  |                  |               |               |   |    |               |               |              |              |              |  |

### Sezione 3
|  | Primo turno          | Primo turno          | Primo turno          | Primo turno | Primo turno |  |  | Secondo turno | Secondo turno   | Secondo turno   | Secondo turno | Secondo turno |   |   | Ultimo turno | Ultimo turno | Ultimo turno | Ultimo turno | Ultimo turno |  |
|  |                      |                      |                      |             |             |  |  |               |                 |                 |               |               |   |   |              |              |              |              |              |  |
|  |                      |                      |                      |             |             |  |  |               |                 |                 |               |               |   |   |              |              |              |              |              |  |
|  |                      |                      |                      |             |             |  |  | 3             | Ti Chen         | Ti Chen         | 6             | 6             |   |   |              |              |              |              |              |  |
|  | Tushar Liberhan      | Tushar Liberhan      | 2                    | 7           | 6           |  |  |               | Tushar Liberhan | Tushar Liberhan | 2             | 2             |   |   |              |              |              |              |              |  |
|  | Gregory Howe         | Gregory Howe         | 6                    | 5           | 1           |  |  |               |                 |                 |               |               |   |   | 3            | Ti Chen      | 5            | 6            | 6            |  |
|  | Leoš Friedl          | Leoš Friedl          | Leoš Friedl          | 6           | 6           |  |  |               |                 |                 | Leoš Friedl   | 7             | 1 | 2 |              |              |              |              |              |  |
|  | Vignesh Peranamallur | Vignesh Peranamallur | Vignesh Peranamallur | 0           | 0           |  |  |               | Leoš Friedl     | Leoš Friedl     | 6             | 6             |   |   |              |              |              |              |              |  |
|  |                      |                      |                      |             |             |  |  | 8             | Vivek Shokeen   | Vivek Shokeen   | 4             | 4             |   |   |              |              |              |              |              |  |
|  |                      |                      |                      |             |             |  |  |               |                 |                 |               |               |   |   |              |              |              |              |              |  |

### Sezione 4
|  | Primo turno    | Primo turno    | Primo turno    | Primo turno | Primo turno |  |  | Secondo turno | Secondo turno    | Secondo turno    | Secondo turno    | Secondo turno |   |   | Ultimo turno | Ultimo turno | Ultimo turno | Ultimo turno | Ultimo turno |  |
|  |                |                |                |             |             |  |  |               |                  |                  |                  |               |   |   |              |              |              |              |              |  |
|  |                |                |                |             |             |  |  |               |                  |                  |                  |               |   |   |              |              |              |              |              |  |
|  |                |                |                |             |             |  |  | 4             | Karan Rastogi    | 6                | 5                | 1r            |   |   |              |              |              |              |              |  |
|  | Purav Raja     | Purav Raja     | Purav Raja     | 6           | 6           |  |  |               | Purav Raja       | 4                | 7                | 3             |   |   |              |              |              |              |              |  |
|  | Akash Gujarati | Akash Gujarati | Akash Gujarati | 2           | 1           |  |  |               |                  |                  |                  |               |   |   |              | Purav Raja   | 7            | 4            | 3            |  |
|  |                |                |                |             |             |  |  |               |                  | 6                | Toshihide Matsui | 68            | 6 | 6 |              |              |              |              |              |  |
|  |                |                |                |             |             |  |  |               | Sudanwa Sitaram  | Sudanwa Sitaram  | 2                | 1             |   |   |              |              |              |              |              |  |
|  |                |                |                |             |             |  |  | 6             | Toshihide Matsui | Toshihide Matsui | 6                | 6             |   |   |              |              |              |              |              |  |
|  |                |                |                |             |             |  |  |               |                  |                  |                  |               |   |   |              |              |              |              |              |  |